# سام بام
سام بام (بالإنجليزية: Sam Pam) (1 يونيو 1968 بجوس في نيجيريا - ) هو لاعب كرة قدم نيجيري في مركز الدفاع. شارك مع منتخب نيجيريا لكرة القدم. أما مع النوادي، فقد لعب مع أورلاندو بيراتس وأياكس كيب تاون وشوتينغ ستارز وليفينتس يونايتد وبي سي سي ليونس ‏ وPietersburg Pillars ‏ وRia Stars F.C. ‏.

## وصلات خارجية
- سام بام على موقع الاتحاد الدولي (مؤرشف)  (الإنجليزية)
- سام بام على موقع قاعدة بيانات كرة القدم.إي يو (الإنجليزية)
- سام بام على موقع ناشيونال فوتبول تيمز (الإنجليزية)